# Рязанов, Михаил Геннадьевич
Михаил Геннадьевич Рязанов (4 декабря 1986, Мончегорск, СССР) — российский хоккеист, защитник.

## Биография
Воспитанник пермского «Молота-Прикамье». С сезона 2003/04 стал играть в первой лиге за «Молот-Прикамье-2». Вследующем сезоне провёл 10 матчей в составе «Молота-Прикамье» в Суперлиге. Сезон 2007/08 отыграл в тольяттинской «Ладе». Выступал в КХЛ за хабаровский «Амур» (2008/09 — 2009/10), «Спартак» Москва и «Металлург» Новокузнецк (2010/11).
Играл за команды ВХЛ «Рубин» Тюмень (2011/12), «Молот-Прикамье» (2011/12 — 2012/13), «Ариада» Волжск (2013/14). Пропустив сезон 2014/15, в дальнейшем выступал за «Темиртау» (чемпионат Казахстана, 2015/16) и в сезоне 2016/17 ВХЛ-Б за «Тамбов» и «Славутич» Смоленск.
Руководитель детского хоккейного клуба «Ратичи» (Полазна). Главный тренер команды Ночной хоккейной лиги «Гайва».

## Статистика выступлений
```
                                            --- Регулярный сезон---  ---- Плей-офф ----

Сезон   Команда                      Лига     И   Г   ГП   О   Штр    И   Г   ГП О Штр
--------------------------------------------------------------------------------------
2003-04  Молот-Прикамье-2 (Пермь)     ПЛ     60   1    3   4   64     -   -   -  -  -
2004-05  Молот-Прикамье-2 (Пермь)     ПЛ     44   2    8   10  30     -   -   -  -  -
         Молот-Прикамье (Пермь)       ЧР     10   0    1   1    4     -   -   -  -  -
2005-06  Молот-Прикамье-2 (Пермь)     ПЛ     43   2    6   8   68     -   -   -  -  -
         Нефтяник (Лениногорск)       ВЛ      4   0    0   0    4     3   0   0  0  2
2006-07  Молот-Прикамье-2 (Пермь)     ПЛ     15   2    4   6   14     -   -   -  -  -
         Кристалл-Югра (Белоярский)   ЧР     42   7   11   18  57     -   -   -  -  -
2007-08  Лада-2 (Тольятти)            ПЛ      3   0    1   1    2     8   1   1  2  8
         Лада (Тольятти)              СЛ     19   1    0   1    0     4   0   0  0  6
2008-09  Лада-2 (Тольятти)            ПЛ      4   3    2   5    6     -   -   -  -  -
         Амур (Хабаровск              КХЛ    24   1    2   3   36     -   -   -  -  -
2009-10  Амур (Хабаровск              КХЛ    17   1    0   1   22     -   -   -  -  -
2010-11  Спартак (Москва)             КХЛ    17   0    0   0   16     -   -   -  -  -
         Металлург (Новокузнецк)      КХЛ     3   0    0   0    0     -   -   -  -  -
2011-12  Рубин (Тюмень)               ВХЛ     3   0    0   0    2     -   -   -  -  -
         Газовик (Тюмень)             РХЛ     2   0    1   1    2     -   -   -  -  -
         Молот-Прикамье (Пермь)       ВХЛ    29   2    4   6   18     3   0   0  0  8
2012-13  Молот-Прикамье (Пермь)       ВХЛ    29   1    1   2   55    10   0   0  0  6
2013-14  Ариада (Волжск)              ВХЛ    17   2    3   5   10     -   -   -  -  -
--------------------------------------------------------------------------------------

```